# 91 Days
91 Days (яп. ナインティワンデイズ Найнти Ван Дэйдзу, «91 день») — аниме-сериал студии Shuka. О его создании было объявлено в марте 2016 года. Режиссёром стал Хиро Кабураги, а сценарий писал Таку Кисимото. Дизайном персонажей занимался Томохиро Киси, а музыку написал Сёго Кайда. Премьера состоялась 9 июля 2016 года.

## Сюжет
История разворачивается в городе Лоулесс, штат Иллинойс, во время сухого закона, где на чёрном рынке господствует изготовление алкоголя. Анджело Лагуза, молодой человек, семья которого погибла в мафиозной разборке, стремится отомстить семье Ванетти, в частности, её дону Винсенту Ванетти. После семи лет в бегах, Анджело получает анонимное письмо от друга его отца, что побуждает его вернуться в Лоулесс и свершить свою месть. Под именем Авилио Бруно, он проникает в семью Ванетти, оказывая поддержку сыну дона, Неро. Однако за убийствами следует ещё больше убийств, месть порождает новую месть. И эта история длиною в 91 день изначально обречена на трагичный финал.

## Персонажи

### Главные герои
Авилио Бруно (яп. アヴィリオ・ブルーノ Авуйрио Буру:но), настоящее имя Анджело Лагуза (яп. アンジェロ・ラクーザ Андзьэро Рагу:дза), — главный герой. За семь лет до начала истории, его родители и младший брат были убиты семьёй Ванетти. Все эти семь лет парень вынашивал план мести, и вот, получив анонимное письмо, он решил вернуться в Лоулесс и осуществить задуманное.
Сэйю: Такаси Кондо
Неро Ванетти (яп. ネロ・ヴァネッティ Нэро Вуанэтти) — сын Винсента Ванетти и один из целей Авилио. Сообразительный и весёлый, ценит семью превыше всего. Считает, что семья Галассия пытается поглотить семью Ванетти, контролирующую Лоулесс. За семь лет до начала истории, он участвовал в убийстве семьи Лагуза, вместе с Винсентом Ванетти и Ванно Клементе. Неро верит в гордость семьи и отказывается уступать семьям Орко и Галассия, считая их требования унизительными. Позже становится доном семьи Ванетти, вместо своего отца Винсента.
Сэйю: Такуя Эгути

### Семья Ванетти
Винсент Ванетти (яп. ヴィンセント・ヴァネッティ Вуйнсэнто Вуанэтти) — бывший дон семьи Ванетти, отец Неро и один из целей Авилио. Довольно внимателен к своей семье и детям. За семь лет до начала истории, он отправился в резиденцию Лагуза вместе с Неро и Ванно Клементе, с целью заполучить бухгалтерскую книгу Тесты. После того, как Теста ранил Винсента ножом, семья Лагуза была убита.
Сэйю: Кадзухиро Ямадзи
Ганзо Алари (яп. ガンゾ・アラリー Гандзо Арари:) — левая рука Винсента. Является человеком, отправившим Авилио анонимное письмо и четвёртым соучастником убийства семьи Лагуза. Ганзо очень жаден, и чтобы получить всю власть, деньги и женщин Лоулесс, он заботится об Авилио.
Сэйю: Масуо Амада
Фрате Ванетти (яп. フラテ・ヴァネッティ Фуратэ Вуанэтти) — младший брат Неро и сын Винсента. Он безволен, готов пожертвовать чем угодно, ради сохранения мира между мафиозными семьями, даже убить собственного брата. Считает, что семья Ванетти не в силах противостоять семье Галассия, и что они должны без сопротивления сдаться им. Он завидует врождённой способности Неро делать то, что ему заблагорассудится, и даже считает, что именно он повинен в хаосе, вызванном семьями Галассия и Орко. Фрате марионетка Рональдо, названая им главой семьи Ванетти, после того, как Галассия заставили Винсента оставить свой пост. Однако, благодаря вмешательству Авилио, Неро убил Фрате.
Сэйю: Котаро Нисияма
Фио Ванетти (яп. フィオ・ヴァネッティ Фио Вуанэтти) — средняя по старшинству из детей Винсента. Была вынуждена выйти замуж за Рональдо, чтобы семьи Ванетти и Галассия заключили мир. Заботится о своих братьях и не хочет, чтобы кто-нибудь из них умер, сражаясь друг с другом. В состоянии шока, вызванного давлением со стороны Авилио, застрелила мужа, чтобы тот не убил Неро.
Сэйю: Хисако Тодзё
Ванно Клементе (яп. ヴァンノ・クレメンテ Вуанно Курэмэнтэ) — близкий друг Неро и один из целей Авилио. За семь лет до начала истории он выстрелил в Тесту Лагуза и убил его. Ванно был очень близкими друзьями с Тронко, и после того, как отомстил за его смерть Серпенте, сам был убит Авилио.
Сэйю: Дайсукэ Оно
Барберо (яп. バルベロ Барубэро) — подчинённый и советчик Неро. Никогда не доверял Авилио и Кольтео, в частности, завидовал сближению Авилио с Неро. Узнав правду о планах Авилио, был убит Ганзо.
Сэйю: Такахиро Сакурай
Дель Торо (яп. デルトロ Дэру Торо) — правая рука и телохранитель Винсента. Служил ему на протяжении многих лет, после Первой мировой. Был ранен двумя телохранителями Галассия, и впоследствии убил их, прежде чем сам умер от руки Авилио.
Сэйю: Канэхира Ямамото
Тигре (яп. ティグレ Тъигурэ) — близкий друг Неро. Когда семья Ванетти решила заключить перемирие с семьёй Орко при условии, что Неро умрёт, Тигре встал на сторону Неро и получил тяжёлое ранение. Был спасён благодаря сделке с Фанго, тот предоставил врача в обмен на помощь в его становлении доном семьи Орко.
Сэйю: Кэндзи Хамада
Артуро Тронко (яп. アルトゥーロ・トロンコ Арутоу:ро Торонко) — близкий друг Ванно, был убит Серпенте. Его смерть вызвала ненависть Ванетти к семье Орко.
Сэйю: Макото Фурукава

### Семья Орко
Фанго (яп. ファンゴ Фанго) — член семьи Орко. Безжалостен и амбициозен, готов сделать всё возможное, чтобы получить то, чего желает. С помощью Авилио и Неро, сверг Орко и стал новым доном семьи. Он стремится заполучить рецепт Лоулесс Хэвэн, пытаясь подкупить Кольтео богатствами, которые сулит неизбежный конец сухого закона. Они заключили сделку, по которой Кольтео должен изготавливать для него алкоголь и раскроет местоположение Неро, взамен же Фанго обязуется его защищать. Но после того, как Скуза отдал, захваченный сотрудниками ФБР, рецепт Лоулесс Хэвэн, Фанго перестал нуждаться в Кольтео и пытался его убить, однако решил оставить это на Ванетти, которых он предал. Прежде, чем Фанго смог им сообщить о предателе, Кольтео убил его.
Сэйю: Кэндзиро Цуда
Орко (яп. オルコ Оруко) — дон семьи Орко. Очень толстый и имеет навязчивую любовь к лазанье, часто угрожает поварам, если они портят её вкус.
Сэйю: Тяфурин
Серпенте (яп. チェロット Сэрупэнтэ) — человек, убивший Тронко. Однако сам был убит Ванно в качестве отмщения за смерть друга. Скуза пытался продать его труп семье Ванетти, шантажируя их разжиганием войны с Орко, но, до окончания сделки, тело было выкрадено Авилио и Неро.
Сэйю: Ясуюки Касэ
Черотто (яп. チェロット Тьэротто) — давний знакомый Кольтео. Держит свой бар и старается сильно не вмешиваться в дела семьи. Именно он продал Скуза труп Серпенте.
Сэйю: Сэцудзи Сато

### Семья Галассия
Галассия (яп. ガラッシア Гарассиа) — дон семьи Галассия, контролирующей Чикаго.
Сэйю: Хотю Оцука
Стрега Галассия (яп. ストレガ・ガラッシア Суторэга Гарассиа) — племянник дона Галассии. Состоит в сговоре с Ганзо, чтобы убрать Винсента.
Сэйю: Субару Кимура
Рональдо Галассия (яп. ロナルド・ガラッシア Ронарудо Гарассиа) — племянник дона Галассии и двоюродный брат Стрега. Он верит в свой авторитет в качестве члена семьи Галассия, и использует его, чтобы пытаться держать другие семьи мафии под контролем. Авилио спровоцировал Фио на убийство Рональдо и повесил его на Фрате.
Сэйю: Юити Накамура

### Семья Лагуза
Теста Лагуза (яп. テスタ・ラクーザ Тэсута Рагу:дза) — отец Авилио. Был убит семьёй Ванетти, так как знал о сделках между семьями Ванетти и Галассия.
Сэйю: Сатоси Миками
Елена Лагуза (яп. エレサ・ラクーザ Эрэса Рагу:дза) — мать Авилио, убитая семьёй Ванетти.
Сэйю: Канами Сато
Люче Лагуза (яп. ルーチェ・ラクーザ Ру:тьэ Рагу:дза) — младший брат Авилио, убит семьёй Ванетти.
Сэйю: Каэдэ Хондо

### Другие
Кольтео (яп. コルテオ Корутэо) — друг детства Авилио. Разработал рецепт чрезвычайно вкусного алкоголя под названием Лоулесс Хэвэн, который начал изготавливать для семьи Ванетти. Единственная проблема его алкоголя заключается в том, что компоненты и смесь являются более сложными, чем у другого самогона. Связался с мафией только из-за Авилио, так как знал о произошедшем семь лет назад и его мести. После того, как Кольтео вернулся, думая, что друг в опасности, Авилио был вынужден убить его, чтобы избежать подозрений Неро.
Сэйю: Сома Сайто
Скуза (яп. スクーザ Суку:дза) — продажный глава Федерального Бюро Запрета в Лоулесс. Благодаря своему расследованию, ему удалось отыскать рецепт Лоулесс Хэвэн. Был убит Фанго.
Сэйю: Кодзи Исий
Дельфи (яп. デルフィ Дэруфи) — член Федерального Бюро Запрета Чикаго, заменяет Скуза. У него смелые намерения очистить Лоулесс от мафии и коррупции. Он обыскивал бары по всему городу, чтобы пресечь продажу спиртных напитков, тем самым ограничивая доход семьи Ванетти. Остановил своё расследование после того, как Ванетти угрожали убить его жену и дочь, взорвав автомобиль, в котором, как он думал, они должны были быть.
Сэйю: Хироки Тоти

## Список серий
| 1 | Ночь убийства «Сацудзин но Ёру» (殺人の夜)                                                        | 9 июля 2016 года      |
| После возвращения в город Лоулесс, через семь лет после убийства семьи, Авилио встречается с другом детства, и вместе они с головой уходят в новый образ жизни.                                        |                                                                                                   |                       |
| 2 | Фантом лжи «Ицувари но Гэнъэй» (いつわりの幻影)                                                   | 16 июля 2016 года     |
| Семья Ванетти стремится отомстить за смерть своих молодых членов, к которой привела утечка информации об их контрабандных маршрутах. Авилио становится на шаг ближе к завершению своей мести.          |                                                                                                   |                       |
| 3 | Куда ведут следы «Асиото но Икисаки» (足音の行先)                                                 | 23 июля 2016 года     |
| Напряжённость достигает точки кипения, как только семья Ванетти начинает принимать ответные меры. Неро выдвигается ультиматум.                                                                         |                                                                                                   |                       |
| 4 | Поражение ради победы и что происходит после «Макэтэ Каттэ, Соно Ато дэ» (敗けて勝って、その後で) | 30 июля 2016 года     |
| Авилио и Неро живут на берегу реки, пока наёмный убийца ищет их. Авилио замечает несоответствие между написанным в письме и воспоминаниями Неро о резне.                                               |                                                                                                   |                       |
| 5 | Кровь порождает кровь «Ти ва Ти о Ёбу» (血は血を呼ぶ)                                             | 6 августа 2016 года   |
| Семья Орко призывает к перемирию после неудачной попытки уничтожить Фанго. |                                                                                                   |                       |
| 6 | Разделка свиньи «Бута о Короси ни» (豚を殺しに)                                                   | 13 августа 2016 года  |
| Авилио, Неро и его люди, заключив сделку с Фанго, отправляются избавиться от дона Орко. Авилио разговаривает с Кольтео о письме.                                                                       |                                                                                                   |                       |
| 7 | Жалкий игрок «Аварэ на Якуся» (あわれな役者)                                                      | 20 августа 2016 года  |
| Давление со стороны Рональдо и толчок от Авилио вызывают раскол в семье Ванетти. |                                                                                                   |                       |
| 7.5 | Короткая свеча «Мидзикай Ро:соку» (短いローソク)                                                  | 27 августа 2016 года  |
| Компиляция предыдущих эпизодов. |                                                                                                   |                       |
| 8 | За кулисами «Тобари но Кагэ» (帳の陰)                                                             | 3 сентября 2016 года  |
| Новый глава Федерального Бюро Запрета начинает репрессии в отношении враждующих семей. Фанго становится доном вместо Орко и стремится уничтожить Ванетти.                                              |                                                                                                   |                       |
| 9 | Глубокие и тёмные желания «Куродзун да Ябо:» (黒ずんだ野望)                                       | 10 сентября 2016 года |
| Неро становится новым доном семьи Ванетти сразу после предательства Кольтео. Авилио узнаёт личность четвёртого человека.                                                                               |                                                                                                   |                       |
| 10 | Доказательство благих намерений «Сэйдзицу но Акаси» (誠実の証)                                    | 17 сентября 2016 года |
| Авилио и Ганзо обсуждают мотивы, средства воздействия и планы. Для заключения сделки с Галассия, Авилио отправляется в Чикаго. По пути туда он возвращения в город, в котором жил до получения письма. |                                                                                                   |                       |
| 11 | Всё напрасно «Субэтэ га Муда-Гото» (すべてがむだごと)                                             | 24 сентября 2016 года |
| Дон Галассия и его племянник, Стрега, прибывают в Лоулесс на торжественное открытие драматического театра Ванетти.                                                                                     |                                                                                                   |                       |
| 12 | Скользнув через небо ненастное «Ёгорэ та Сора о Кайкугури» (汚れた空をかいくぐり)                 | 1 октября 2016 года   |
| После того, как Авилио спровоцировал бойню между семьями, он и Неро отправляются в путешествие, чтобы увидеть Атлантический океан.                                                                     |                                                                                                   |                       |

## Музыка
Композитором сериала стал Сёго Кайда, а музыкальным продюсером Мами Такайси.
- Открывающая композиция

«Signal» исполняет Тору Китадзима из группы Ling Tosite Sigure
- Закрывающая композиция

«Rain or Shine» исполняет ELISA